# Kvelde
Kvelde är en tätort och kyrkby i Larviks kommun i Vestfold fylke i sydöstra Norge. Orten ligger vid fylkesväg 40, på västra sidan av älven Numedalslågen. Här finns Kvelde kyrka.
Tidigare har orten tillhört dåvarande Hedrums kommun.

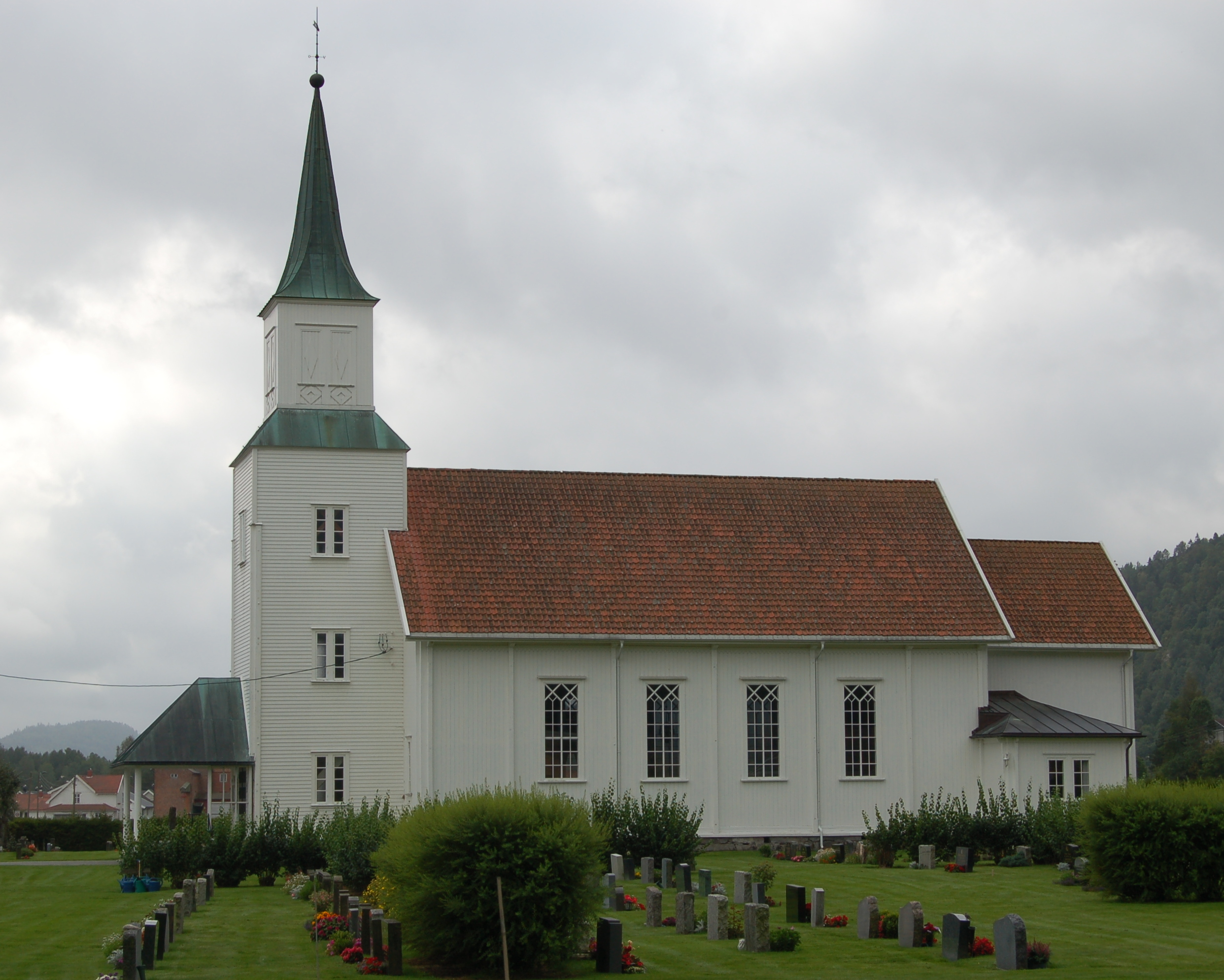
Kvelde kyrka.